# Anthyllis pallidiflora
Anthyllis pallidiflora là một loài thực vật có hoa trong họ Đậu. Loài này được (Jord. ex Sagorski) Prain miêu tả khoa học đầu tiên năm 1913.